# Valico di Mernico
Il valico di Mernico  è un valico di frontiera fra l'Italia e la Slovenia, nell'area del Collio.
Collega il comune di Dolegna del Collio (nell'ex provincia di Gorizia) il comune sloveno di Collio.

## Descrizione
Il valico è detto di Mernico, località posta a poca distanza dal confine di stato. Il valico è posizionato in una zona collinare, coperta di boschi, nei pressi del punto in cui il torrente Iudrio termina di segnare il confine ed entra, definitivamente, in Italia. Nel punto il torrente inizia a definire il confine tra l'ex provincia di Udine e quella di Gorizia. Il nome sloveno deriva da quello della località più vicina al valico stesso.
La strada che vi giunge, da lato italiano, lo collega con la SR GO21, che termina nel capoluogo comunale. Da parte slovena vi termina la N606, che permette di unirlo con Collobrida (Golo Brdo) fino a Neblo.
Il valico è caratterizzato da traffico locale, ma anche turistico, volto a collegare il versante italiano e quello sloveno del Collio.

## Storia
Il valico è sorto nel 1947, a seguito della modifica del confine orientale dell'Italia, disegnata dal trattato di Parigi. Fino al 1991 il valico divideva l'Italia dalla Jugoslavia, a cui subentrò, in seguito, la neoindipendente Repubblica di Slovenia. Era un valico di seconda categoria, ovvero poteva essere superato dalle persone dotate di apposito lasciapassare, che era concesso ai soli residenti in aree nei pressi del confine tra i due Paesi.
Nel 2004, con l'entrata della Slovenia nell'Unione Europea, non rientrò, comunque, tra i valichi minori, individuati dalla commissione italo-slovena, nei quali sarebbe stato consentito il passaggio anche con la carta d'identità.
Il primo novembre dello stesso anno il valico venne chiuso, sul lato italiano, per le forti piogge che avevano reso instabile la pensilina di protezione, e invaso anche i locali adibiti a posto di blocco. Inoltre erano stati erosi le sponde e il costone della strada che portava al valico. Una settimana dopo il valico venne riaperto.
Con l'entrata della Slovenia nell'area Schengen, il 21 dicembre 2007, l'accesso al valico è stato liberalizzato. In tale occasione venne organizzata un'altra manifestazione, tra le amministrazioni comunali dei comuni frontalieri.
Tra il novembre e il dicembre del 2010 venne abbattuta la pensilina di protezione, che era presente sul lato italiano. Nel 2012 si provvide allo smantellamento definitivo di tutte le strutture confinarie in metallo, presenti sul valico.
Nel 2015 il collegamento viario dal lato italiano fu oggetto di una profonda ristrutturazione. La nuova opera fu inaugurata il 9 novembre 2016, e ciò permise la riapertura al traffico del valico stesso.
Dall'11 marzo 2020 le autorità slovene, al fine di prevenire un aumento del numero dei contagi da COVID-19, stante la situazione italiana, decidono di incrementare i controlli sanitari al confine, lasciando aperti solo i valichi più importanti. Il valico viene perciò chiuso provvisoriamente alla circolazione, fino al 15 giugno successivo.
Dal 29 marzo 2021 il valico viene nuovamente chiuso, per la recrudescenza dell'epidemia in Slovenia, dopo che nei giorni precedenti ne era già stata limitata l'apertura oraria. Il 28 aprile successivo il valico viene riaperto.